# Modus
Modus (pl. modi eller modus), av latinets modus, m, 'mått', 'sätt', är inom språkvetenskap en böjningskategori hos verb som uttrycker modalitet. Olika modusformer av verb kan i vissa språk användas för att uttrycka att handlingen är verklig eller overklig, faktisk eller påstådd, önskad, uppmanad eller påbjuden, absolut eller villkorlig. Liknande modalitet kan ibland i stället uttryckas med hjälp av modala hjälpverb; detta har de senaste århundradena blivit vanligt i germanska språk, däribland svenskan. Sådana omskrivningar kallas ibland för sammansatta modi, men i den här artikeln kommer i huvudsak bara enkla modusböjningsformer att behandlas, och bara finita verbformer.

## Svenska
De (enkla) modi som förekommer i modern svenska är indikativ, imperativ samt i viss mån konjunktiv (som ibland betraktas som två modi).
- Indikativen är den verbform med vilken man uttrycker 'verkliga' handlingar och är den vanligaste: "Jag går hem nu" (presens indikativ), "det gick som vi trodde" (preteritum indikativ, förr kallad imperfekt indikativ). I litet äldre svenska kongruensböjdes ofta verb efter numerus ("ett eller flera subjekt"), och ibland efter person: "Vi äro musikanter, men det är inte du", "de fingo var sin skilling", "allt vad I viljen att människorna skola göra eder...". De ålderdomliga äro, fingo, viljen och skola i exemplen är indikativformer.

- Imperativen används för att uttrycka uppmaning: "Var inte dum nu, utan lämna tillbaka boken!" I svenska finns imperativen bara i presens (som dock också kan användas om framtid). Den är numera till utseendet nästan alltid antingen likadan som infinitiven (lämna!, stanna!, se!) eller som infinitiven utan slutvokalen -a (var!, låt!, spring!). I äldre tid användes särskilda imperativformer av starka verb, exempelvis "Statt upp!" (av stå), "Gack inte denna väg!" (av gå), "Lät oss dricka!" (av låt; just detta uttryck användes ofta av Carl Michael Bellman). Ibland användes dessa former som entalsformer, medan flertalsformerna bildades på annat sätt: "Stånder upp mina hovmän, I kläder ej er falskt!" (stå, kläda, från balladen Kämpen Grimborg (SMB 77); "I kläder!" är imperativ och motsvaras av den gamla indikativen "I kläden").

- Med konjunktiven uttrycks overklighet eller osäkerhet av olika slag. Preteritum konjunktiv (förr kallad imperfekt konjunktiv) lever mest kvar i vissa former som vore, finge och liknande men ersätts i de allra flesta fall med motsvarande indikativformer eller med skulle-konstruktioner, eller byts ut mot ett annat uttryck. Exempel: "Om jag ändå finge en miljon" eller "Om jag ändå fick en miljon"; "Utan din hjälp skulle jag dö" eller (i dag rätt ovanligt) "Utan din hjälp doge jag"; "Om det funnes en annan möjlighet" eller "Om det kunde gå att göra på ett annat sätt". Hos svaga verb finns ingen formskillnad mellan preteritum indikativ och preteritum konjunktiv, till exempel kallade. Därför blev det tidigt vanligt att använda omskrivning av svaga verb, i stället för den enkla formen: "Skulle jag sörja, då vore jag tokot" (Lasse Lucidor; enkel preteritum konjunktiv av sörja är sörjde och sammanfaller alltså med indikativformen). En annan, rimligare, tolkning av versen ”Skulle jag sörja, då vore jag tokot” är dock att ”Skulle jag sörja,” är ett exempel på verbformen konditionalis.

Presens konjunktiv är ovanlig i modern svenska, men användes i nyskrivna lagar ända in på 1950-talet. Det används i dag mest i vissa stående uttryck: "Leve födelsedagsbarnet!" ("Han leve" kan omskrivas "Må han leva", men används oftast inte som en synonym; formen leve antyder numera snarare att det är dags att hurra.). Presens konjunktiv kunde också ersätta eller gled över i imperativ i tredje person singularis och pluralis, och första person singularis: "Vi tackom nu så gärna!".
Det som här och traditionellt beskrivs som två olika tidsformer av moduset konjunktiv uppfattas i dag ibland som två olika modi. Deras användning skiljer sig oftast mer i modalitet än i temporalitet, även om en viss tidsaspekt ibland är märkbar:
"Den gamla lagregeln 'Gånge hatt till och huva från' betydde, att sönerna finge dela på hela kvarlåtenskapen."
Preteritum konjunktiv personböjdes sedan lång tid inte alls: "Om jag (du, hon, vi, ni, de) vore (finge, ginge, låge)". Formen är lik de starka verbens gamla preteritum indikativ pluralisform, men slutar på vokalen -e i stället för -o: Indikativ: "Jag var", "du var", "hon/han/den/det var", vi "voro", "ni voro", "de voro". Dessa former sammanblandas idag ibland i arkaiserande språkbruk, En skillnad är att flertalsformerna i ett slag "avskaffades" (i officiellt språk och exempelvis i skolan), medan preteritumkonjunktivformerna bara har minskat i användning. De torde vara något vanligare bland äldre språkbrukare än bland yngre, men förekommer då och då exempelvis i dagstidningsartiklar; ofta i intervjusituationer, där de får antas återge den intervjuades talspråksformer.
Man kan diskutera huruvida svenskan har konjunktiv eller inte idag. En del som anser att så inte är fallet brukar hävda att svenskan saknar kategorin modus, men då glömmer man imperativen. Det har också argumenterats för att svenskan har fyra modus, åtminstone i sin högtidliga form, i och med att konjunktiv presens uteslutande skulle användas som optativ (önskan, indirekt uppmaning). Exempel: "Gud vare med dig", "leve konungen", "varde ljus". Detta är dock inte riktigt korrekt. Det vanligaste fallet där presens konjunktiv inte brukar avse en önskan är i uttrycket "vare sig ... eller".

## Andra språk
I flera romanska språk förekommer konditionalis. I vissa indoeuropeiska språk, till exempel klassisk grekiska, förekommer optativ. Bulgariskan och de turkiska språken har utvecklat ett särskilt modus, ibland kallat narrativ, som uttrycker att den talande återberättar något som han/hon själv inte har bevittnat. 
I en del icke-indoeuropeiska språk, exempelvis finskan, förekommer fler modi, till exempel potentialis.

## "Sammansatta modi"
Liksom vi ofta talar om sammansatta tempus i till exempel svenskan, skulle vi också kunna tala om sammansatta modus. Med en grupp hjälpverb som uttrycker förhållningssätt till huvudverbsskeendet och som kallas modala hjälpverb kan man nämligen bygga upp långt fler modaliteter i verbfrasen än de nämnda, till exempel "kan kalla", "får kalla", "bör kalla", "måste kalla" och "vill kalla". Det går också att kombinera flera modala hjälpverb: "Jag skulle gärna vilja kunna hjälpa dig, men tyvärr kan jag inte". 